# 科爾沙奇納
51°0′59″N 34°29′36″E / 51.01639°N 34.49333°E
科爾沙奇納（烏克蘭語：Коршачина）是位於烏克蘭東北部的村莊，由蘇梅州蘇梅區的里奇基市鎮負責管轄。該村距離比拉尼1.5公里，海拔高度151米，2001年該村落人口499。